# Ebo
Pour la commune valencienne, voir La Vall d'Ebo.
Pour les articles homonymes, voir Ebo.
Genre
Ebo est un genre d'araignées aranéomorphes de la famille des Philodromidae.

## Distribution
Les espèces de ce genre se rencontrent en Amérique, en Russie, au Kazakhstan et en Inde.

## Liste des espèces
Selon World Spider Catalog (version 25.5, 07/10/2024) :
- Ebo bharatae Tikader, 1965
- Ebo bucklei Platnick, 1972
- Ebo contrastus Sauer & Platnick, 1972
- Ebo distinctivus Lyakhov, 1992
- Ebo evansae Sauer & Platnick, 1972
- Ebo fuscus Mello-Leitão, 1943
- Ebo iviei Sauer & Platnick, 1972
- Ebo latithorax Keyserling, 1884
- Ebo meridionalis Mello-Leitão, 1942
- Ebo merkeli Schick, 1965
- Ebo pepinensis Gertsch, 1933
- Ebo punctatus Sauer & Platnick, 1972

## Systématique et taxinomie
Ce genre a été décrit par Keyserling en 1884. Il est placé dans les Philodromidae par Homann en 1975.

## Publication originale
- Keyserling, 1884 : « Neue Spinnen aus America. V. » Verhandlungen der kaiserlich-königlichen zoologisch-botanischen Gesellschaft in Wien, vol. 33, p. 649-684 (texte intégral).